# Fresno (Texas)
Fresno è un census-designated place degli Stati Uniti d'America situato nella contea di Fort Bend dello Stato del Texas.
La popolazione era di 19.069 persone al censimento del 2010. È situata nella giurisdizione extraterritoriale di Houston.

## Geografia fisica
Fresno è situata a 29°31′36″N 95°27′35″W (29.526728, -95.459849). Fresno confina con Houston a nord, le città suburbane di Missouri City a ovest e nord-ovest, Arcola a sud e sud-ovest, Pearland ad est e Rosharon a sud-est.
Secondo lo United States Census Bureau, ha un'area totale di 9,0 miglia quadrate (23 km²), di cui lo 0,11% d'acqua.

## Società

### Evoluzione demografica
Secondo il censimento del 2010 c'erano 19.069 persone che vivevano nella zona.
Secondo il censimento del 2000, c'erano invece 6.603 persone, 1.881 nuclei familiari e 1.600 famiglie residenti nella città. La densità di popolazione era di 734,8 persone per miglio quadrato (283,6/km²). C'erano 2.002 unità abitative a una densità media di 222,8 per miglio quadrato (86,0/km²). La composizione etnica della città era formata dal 44,36% di bianchi, il 26,55% di afroamericani, lo 0,41% di nativi americani, l'1,08% di asiatici, lo 0,03% di isolani del Pacifico, il 25,23% di altre razze, e il 2,35% di due o più etnie. Ispanici o latinos di qualunque razza erano il 49,89% della popolazione.
C'erano 1.881 nuclei familiari di cui il 54,1% aveva figli di età inferiore ai 18 anni, il 68,6% erano coppie sposate conviventi, il 12,0% aveva un capofamiglia femmina senza marito, e il 14,9% erano non-famiglie. Il 12,4% di tutti i nuclei familiari erano individuali e il 2,8% aveva componenti con un'età di 65 anni o più che vivevano da soli. Il numero di componenti medio di un nucleo familiare era di 3,51 e quello di una famiglia era di 3,83.
La popolazione era composta dal 36,1% di persone sotto i 18 anni, il 9,0% di persone dai 18 ai 24 anni, il 34,6% di persone dai 25 ai 44 anni, il 16,0% di persone dai 45 ai 64 anni, e il 4,4% di persone di 65 anni o più. L'età media era di 28 anni. Per ogni 100 femmine c'erano 102,2 maschi. Per ogni 100 femmine dai 18 anni in giù, c'erano 99,7 maschi.
Il reddito medio di un nucleo familiare era di 46.290 dollari, e quello di una famiglia era di 48.824 dollari. I maschi avevano un reddito medio di 32.606 dollari contro i 30.527 dollari delle femmine. Il reddito pro capite era di 14.340 dollari. Circa il 10,9% delle famiglie e il 15,3% della popolazione erano sotto la soglia di povertà, incluso il 20,6% di persone sotto i 18 anni e il 17,0% di persone di 65 anni o più.